# Вятка (приток Енисея)
Вятка — река, протекает по территории Северо-Енисейского и Енисейского районов Красноярского края. Длина реки составляет 93 км, площадь водосборного бассейна — 680 км². Река является правобережным притоком Енисея, впадая в него на 1902 км от устья. Истоки реки расположены к востоку от Каменного хребта, общее направление течение реки с востока на юго-запад и запад. В среднем течении река протекает южнее Красного хребта, разделяющего его с верхним течением Емтихи. Река протекает вдали от населённых пунктов.

## Данные водного реестра
По данным государственного водного реестра России относится к Енисейскому бассейновому округу, речной бассейн реки — Енисей, речной подбассейн реки — Бассейн притоков Енисея между участками впадения Ангары и Подкаменной Тунгуски. Водохозяйственный участок реки — Енисей от впадения Ангары до водомерного поста у села Ярцево.
Код объекта в государственном водном реестре — 17010400112116100028138.